# Puliciphora interrupta
Puliciphora interrupta är en tvåvingeart som beskrevs av Borgmeier 1960. Puliciphora interrupta ingår i släktet Puliciphora och familjen puckelflugor. Inga underarter finns listade i Catalogue of Life.